# Zionskirche (Bethel)

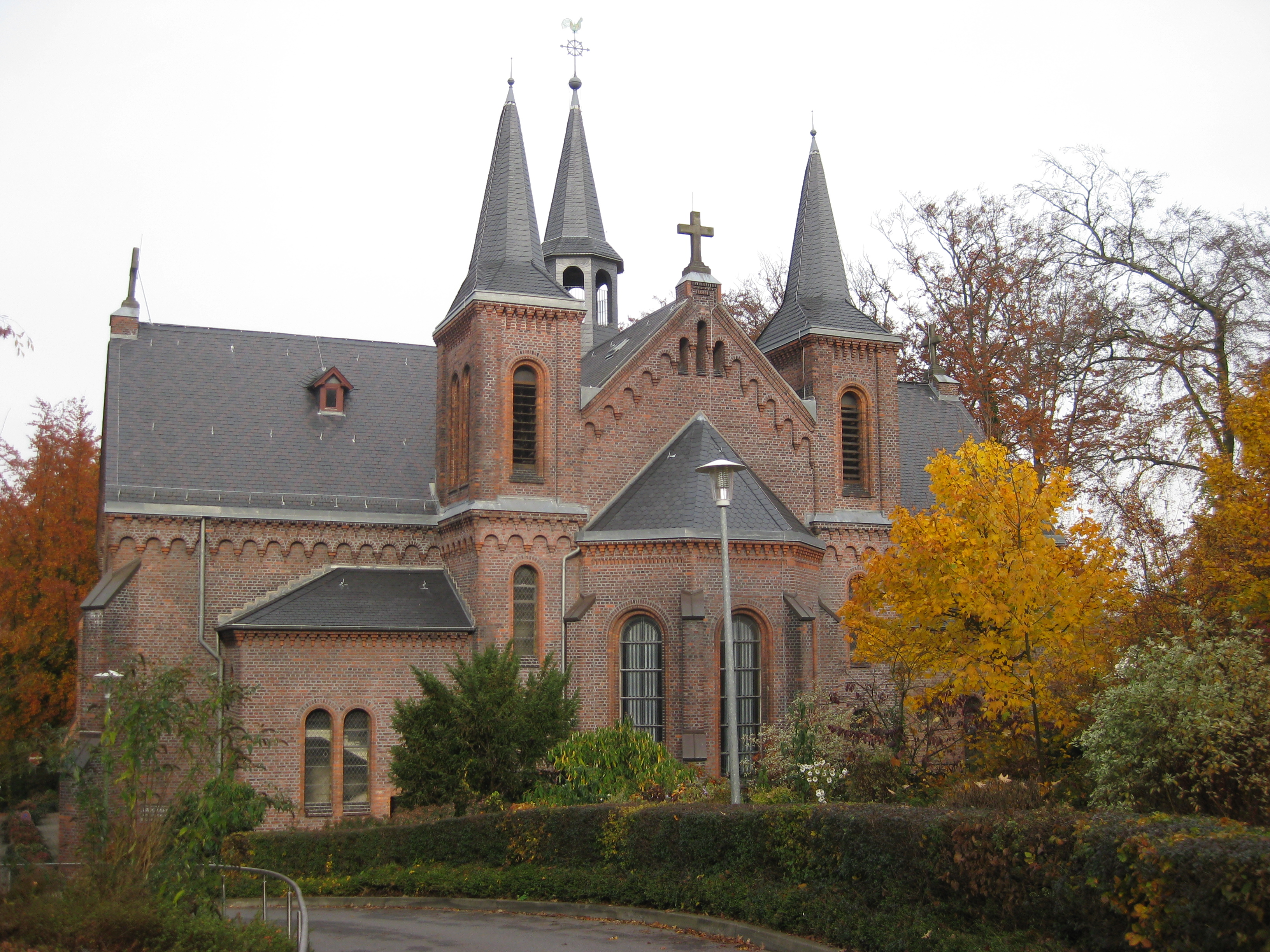
Zionskirche in Bielefeld-Bethel

Die Zionskirche im Bielefelder Stadtbezirk Gadderbaum ist eine evangelisch-lutherische Pfarrkirche. Sie gehört zum Kirchenkreis Bielefeld der Evangelischen Kirche von Westfalen.
Die Kirche hat einen kreuzförmigen Grundriss und wurde von 1883 bis 1884 als relativ schlichter Bau aus Backstein-Mauerwerk im neoromanischen Rundbogenstil errichtet. Sie bietet Platz für etwa 1.600 Gläubige. Neben der Apsis stehen zwei Glockentürme, die mit Hilfe einer Spende aus Südafrika errichtet wurden.

## Geschichte
Ende des 19. Jahrhunderts stieg die Einwohnerzahl im Ortsteil Bethel auf über 500 an. Die vorhandene Kapelle im Diakonissenhaus hatte nur 300 Plätze, so dass im Zionswald eine Waldkapelle errichtet wurde. Gleichzeitig fasste man den Entschluss, eine eigene Kirche zu bauen. Friedrich von Bodelschwingh der Ältere lieferte Entwürfe als Vorgabe für den Baumeister Heinrich Wegener aus Hannover, der die Bauzeichnungen kostenlos anfertigte. Die Detailzeichnungen stammen von Hermann Hellberg.
Am 16. Juli 1883 legte Kronprinz Friedrich von Preußen, ein Spielgefährte von Friedrich von Bodelschwingh, den Grundstein. Nach sechzehnmonatiger Bauzeit konnte Prinz Albrecht von Preußen am 28. November 1884 die Einweihung der Kirche vornehmen, die den Namen Zionskirche erhielt. Zahlreiche Spenden hatten den Bau ermöglicht, zum Beispiel wurden die Altarfenster von Kaiser Wilhelm I. und seiner Familie gespendet. Zahlreiche Adlige und auch ein Missionar Lückhoff aus dem südlichen Afrika gehörten zu den 16.000 Stiftern. Im Jahr 1922 wurde die Kirche erstmals gründlich renoviert. Dabei erhielt sie einen neuen Anstrich.
1944 wurde Bethel Opfer eines Bombenangriffs. Die Kirche selbst blieb verschont; durch die Druckwellen der Bomben wurden jedoch die Fenster teilweise oder völlig zerstört. 1956 und 1957 erfolgte deshalb eine zweite vollständige Renovierung der Kirche. Gleichzeitig wurden bauliche Veränderungen vorgenommen.
Die Stadt Bielefeld stellte am 22. November 1984 die Kirche unter Denkmalschutz. 1998 und 1999 wurde die Kirche zum dritten Mal grundlegend renoviert. Der Innenraum wurde hierbei größtenteils in den Ursprungszustand zurückversetzt. 2001 und 2002 erhielt die Kirche ein neues Schieferdach, das nach den ursprünglichen Plänen gefertigt wurde.

## Ausstattung
An der Kirche befindet sich ein Ehrenmal und eine Gedenktafel für die Gefallenen beider Weltkriege. Über dem Haupteingang ist eine Christusfigur angebracht, die von zwei Engeln begleitet wird.
Im Inneren sind das Chorgestühl und der alte Fliesenbelag mit dem Grundstein im Altarraum erhalten. In der Küstersakristei befindet sich ein bemerkenswertes Rundbogenfenster. In einer Vitrine werden Geschenke an die Zionsgemeinde ausgestellt. Die Verbundenheit mit Afrika – von dort kam eine Spende für die beiden Kirchtürme – wird mit Trommeln aus Tansania gezeigt. Über der Tür des inneren Haupteingangs findet sich eine Majolika-Keramik.
Bis etwa 1970 gab es eine besondere Sitzordnung für die Gläubigen. So gab es getrennte Plätze für Männer und Frauen, Gesunde und Kranke. Nahe den Ausgängen und an den Seitenemporen finden sich Kammern, die als Ruheräume für kranke Gottesdienstteilnehmer dienten. Es konnte passieren, dass diese während des Gottesdienstes Anfälle erlitten und auch daran starben.
Der Kirchenraum ist von einem halboffenen hölzernen Dachstuhl abgeschlossen. Die Apsis ist gewölbt; die Gewölberippen laufen auf einen Schlussstein zu, den ein Christusmonogramm ziert. Das Gewölbe ist mit goldenen Sternen ausgemalt. Über dem Apsisbogen steht der Bethel-Psalm: Wenn der Herr die Gefangenen Zions erlösen wird, so werden wir sein wie die Träumenden (Psalm 126,1). Darunter steht der Altar mit einem Kruzifix.

### Glocken
Ursprünglich hatte die Kirche drei Glocken: Bethel, Sarepta und Eva-Susanna. Während des Ersten Weltkrieges wurden 1916 die ersten zwei Glocken eingezogen und eingeschmolzen. 1926 erhielt die Kirche zwei neue Glocken aus Bronze. 1942 mussten diese Glocken im Zweiten Weltkrieg abgegeben werden. Erst am 7. Mai 1979 erhielt die Kirche wieder ein vollständiges Geläut, als die Bronzeglocken Frieden und Auferstehung montiert wurden. Die Weihe erfolgte am 20. Mai des Jahres.
| Glocke | Name         | Gießer                             | Gussjahr | Durchmesser | Gewicht | Schlagton |
| ------ | ------------ | ---------------------------------- | -------- | ----------- | ------- | --------- |
| 1      | Frieden      | Glocken- und Kunstgießerei Rincker | 1979     | 954 mm      | 525 kg  | gis′+2,5  |
| 2      | Auferstehung | Glocken- und Kunstgießerei Rincker | 1979     | 818 mm      | 347 kg  | h′+3      |
| 3      | Eva Susanne  | Petit & Gebr. Edelbrock            | 1884     | 680 mm      | 190 kg  | dis″+2    |

### Orgel
Im Jahre 1886 wurde die erste Orgel eingeweiht; das Instrument auf der Hauptempore war von dem Orgelbauer Klassmeier erbaut worden. Ab dem 25. März 1926 wurde das Instrument erneuert und erweitert.
Am 3. Dezember 1956 wurde eine neue Orgel auf der rechten Seitenempore eingeweiht; Erbauer des  dreimanualigen Instruments war Paul Ott. Im Jahre 1962 wurde dieses Instrument auf vier Manuale erweitert.
Die heutige Orgel auf der Hauptempore wurde am 2. Mai 1999 eingeweiht. Das Instrument wurde von der Orgelbaufirma Karl Schuke (Berlin) errichtet. Es hat 45 Register auf drei Manualen und Pedal. 2018 wurde die Orgel gründlich gereinigt und das Register Clairon 4' im Schwellwerk durch eine Voix humaine 8' ersetzt.
| I Hauptwerk C–a3 |               |        |
| 1.               | Principal     | 16′    |
| 2.               | Principal     | 08′    |
| 3.               | Hohlflöte     | 08′    |
| 4.               | Gambe         | 08′    |
| 5.               | Oktave        | 04′    |
| 6.               | Gemshorn      | 04′    |
| 7.               | Quinte        | 02 ⁄3′ |
| 8.               | Superoktave 0 | 02′    |
| 9.               | Larigot       | 01 ⁄3′ |
| 10.              | Cornett III   |        |
| 11.              | Mixtur IV-V   | 02′    |
| 12.              | Trompete      | 16′    |
| 13.              | Trompete      | 08′    |

| II Positiv C–a3 |                   |       |
| 14.             | Suavial           | 8′    |
| 15.             | Gedackt           | 8′    |
| 16.             | Principal         | 4′    |
| 17.             | Rohrflöte         | 4′    |
| 18.             | Schwiegel         | 2′    |
| 19.             | Sesquialtera II 0 | 2 ⁄3′ |
| 20.             | Mixtur IV         | 1′    |
| 21.             | Krummhorn         | 8′    |
|                 | Vox tacens        | 0′    |

| III Schwellwerk C–a3 |                      |         |
| 22.                  | Bourdon              | 16′     |
| 23.                  | Geigenprincipal      | 08′     |
| 24.                  | Rohrbourdon          | 08′     |
| 25.                  | Salicional           | 08′     |
| 26.                  | Vox celestis         | 08′     |
| 27.                  | Oktave               | 04′     |
| 28.                  | Querflöte            | 04′     |
| 29.                  | Nasard               | 02 ⁄3′  |
| 30.                  | Waldflöte            | 02′     |
| 31.                  | Terz                 | 01 3⁄5′ |
| 32.                  | Mixtur V             | 02′     |
| 33.                  | Basson               | 16′     |
| 34.                  | Trompette harmonique | 08′     |
| 35.                  | Hautbois             | 08′     |
| 36.                  | Voix humaine         | 08′     |

| Pedal C–g1 |             |     |
| 37.        | Untersatz   | 32′ |
| 38.        | Principal   | 16′ |
| 39.        | Subbass     | 16′ |
| 40.        | Oktavbass 0 | 08′ |
| 41.        | Gemshorn    | 08′ |
| 42.        | Oktave      | 04′ |
| 43.        | Posaune     | 16′ |
| 44.        | Trompete    | 08′ |
| 45.        | Trompete    | 04′ |

- Koppeln: II/I, III/I, III/II, I/P, II/P, III/P